# Apasionada
Apasionada es una telenovela argentina producida y trasmitida por el Canal 13 en 1993. Es una adaptación de la telenovela chilena de 1977 La Colorina. Fue protagonizada por Susu Pecoraro, Darío Grandinetti, Carlos Estrada y Andrea Bonelli.

## Elenco
- Susú Pecoraro - Dolores Nelson
- Darío Grandinetti - Patricio Velasco

#### Con la participación especial del Primer Actor
- Carlos Estrada - Francisco Velasco

#### Protagonistas por orden alfabético
- Andrea Bonelli - María Suárez
- Pablo Brichta - Benigno Ríos
- Alejandra da Passano - Annie Guzmán
- Mauricio Dayub - Martín Pelayo
- Oscar Ferreiro - Nicolás Estévez
- Oscar Ferrigno - Rodolfo
- Susana Lanteri - Etelvina
- Ernesto Larresse - Fabián
- Claribel Medina - Betina
- Boy Olmi - Enrique
- Carola Reyna - Claudia
- Verónica Ruano - Inés
- Gabriela Toscano - Rosarito
- Tony Vilas - Joaquín

#### Coprotagonistas por orden alfabético
- Sandra Domínguez - Liliana
- María Rosa Fugazot - Julia
- Elena Pérez Rueda - Margarita
- Osvaldo Sabatini - Luis
- Claudia Santos - Giselle
- Pablo Shilton - Juan

#### Y la actuación estelar de
- Victor Hugo Vieyra - Octavio Romero

#### También actuaron
- Mirta Ibarra - Cocinera
- Lidia Catalano - Dora
- Aldo Pastur - Guillermo
- María José Demare - Presa
- Mario Alarcon - Abogado
- Juan Rao - Inspector Rodríguez
- Victoria Manno - Empleada
- Leonor Miniño
- Patricia Rubini

## Equipo de producción
- Original de: Arturo Moya Grau
- Versión libre de: Celia Alcántara
- Escenografía: Rolando Fabián
- Ambientación: Gabriela Fracuglia
- Iluminación: Jorge Macías
- Sonido: Fabián Ferri, Claudio Gómez, Roberto Iasogna
- Asesor de vestuario: Héctor Vidal Rivas
- Producción: Alejandra Toronchik, Mariano Olmedo, Alejandra García
- Script: Carola Busquier
- Edición: Juan Carlos Bianchi, Daniel Pombo
- Producción ejecutiva y dirección de exteriores: Martín Mariani
- Co-director: Carlos Rivas
- Asistente de dirección: Tanya Barbieri
- Dirección y producción: Gerardo Mariani

## Versiones
- La Colorina, telenovela chilena producida en 1977 por TVN y protagonizada por Liliana Ross, Violeta Vidaurre y Patricio Achurra.
- Colorina producida en 1980 por Valentín Pimstein para Televisa y protagonizada por Lucía Méndez y Enrique Álvarez Félix.
- Salomé otra versión producida por Televisa de la mano de Juan Osorio en el 2001 protagonizada por Edith González y Guy Ecker.
- Colorina una versión libre de la telenovela mexicana (1980) producida en 2017 por Michelle Alexander para América Televisión protagonizada por Magdyel Ugaz y David Villanueva.